# Konar Siah
Konar Siah (persisch كنارسياه, auch romanisiert als Konār Sīāh; auch bekannt als Konārsīyāh) ist ein iranisches Dorf in der Provinz Hormozgan. Es liegt in der Region Poshtkuh-e Shamil. Administrativ befindet es sich im Landkreis Schamil im Bachsch Schamil im Verwaltungsbezirk Bandar Abbas. Bei der Volkszählung 2006 betrug die Einwohnerzahl 23, verteilt auf 5 Familien.